# Campionati italiani estivi di nuoto 1986
I Campionati italiani assoluti di nuoto si sono svolti a Città di Castello dal 10 al 13 luglio 1986. È stata utilizzata la vasca da 50 metri.

## Podi

### Uomini
| Evento               | Oro                                                                                | Tempo   | Argento | Tempo | Bronzo | Tempo |
| Stile libero         |                                                                                    |         |         |       |        |       |
| 50 m                 | Giovanni Franceschi                                                                | 23"46   |         |       |        |       |
| 100 m                | Fabrizio Rampazzo                                                                  | 51"84   |         |       |        |       |
| 200 m                | Giorgio Lamberti                                                                   | 1'51"67 |         |       |        |       |
| 400 m                | Alessandro Ciucci                                                                  | 3'57"15 |         |       |        |       |
| Dorso                |                                                                                    |         |         |       |        |       |
| 100 m                | Giovanni Franceschi                                                                | 58"87   |         |       |        |       |
| 200 m                | Roberto Cassio                                                                     | 2'05"36 |         |       |        |       |
| Rana                 |                                                                                    |         |         |       |        |       |
| 100 m                | Gianni Minervini                                                                   | 1'04"08 |         |       |        |       |
| 200 m                | Marco Del Prete                                                                    | 2'19"99 |         |       |        |       |
| Farfalla             |                                                                                    |         |         |       |        |       |
| 100 m                | Fabrizio Rampazzo                                                                  | 55"65   |         |       |        |       |
| 200 m                | Marco Benedetti                                                                    | 2'05"23 |         |       |        |       |
| Misti                |                                                                                    |         |         |       |        |       |
| 200 m                | Giovanni Franceschi                                                                | 2'04"39 |         |       |        |       |
| 400 m                | Roberto Cassio                                                                     | 4'25"94 |         |       |        |       |
| Staffette            |                                                                                    |         |         |       |        |       |
| 4x100 m stile libero | S. C. Arbizzano Fabrizio Rampazzo Marcello Guarducci Stefano Corradi Marco Colombo | 3'28"82 |         |       |        |       |
| 4x200 m stile libero | S. C. Arbizzano Daniele Armellini Marco Colombo Stefano Corradi Fabrizio Rampazzo  | 7'42"23 |         |       |        |       |

### Donne
| Evento               | Oro                                                                                   | Tempo   | Argento | Tempo | Bronzo | Tempo |
| Stile libero         |                                                                                       |         |         |       |        |       |
| 100 m                | Silvia Persi                                                                          | 57"66   |         |       |        |       |
| 200 m                | Tanya Vannini                                                                         | 2'02"36 |         |       |        |       |
| 400 m                | Tanya Vannini                                                                         | 4'16"24 |         |       |        |       |
| 800 m                | Manuela Melchiorri                                                                    | 8'50"40 |         |       |        |       |
| Dorso                |                                                                                       |         |         |       |        |       |
| 100 m                | Lorenza Vigarani                                                                      | 1'04"61 |         |       |        |       |
| 200 m                | Lorenza Vigarani                                                                      | 2'17"23 |         |       |        |       |
| Rana                 |                                                                                       |         |         |       |        |       |
| 200 m                | Manuela Dalla Valle                                                                   | 2'33"61 |         |       |        |       |
| Farfalla             |                                                                                       |         |         |       |        |       |
| 100 m                | Ilaria Tocchini                                                                       | 1'02"07 |         |       |        |       |
| Misti                |                                                                                       |         |         |       |        |       |
| 200 m                | Ilaria Tocchini                                                                       | 2'20"94 |         |       |        |       |
| 400 m                | Roberta Felotti                                                                       | 4'56"16 |         |       |        |       |
| Staffette            |                                                                                       |         |         |       |        |       |
| 4x100 m stile libero | Aurelia Nuoto Maria Pia Caracò Giusi Patanè Ombretta Cannizzaro Elena De Marco        | 4'01"17 |         |       |        |       |
| 4x200 m stile libero | Roma Nuoto Manuela Carosi Francesca Coleine Caruccio Silvia Persi                     | 8'39"66 |         |       |        |       |
| 4x100 m misti        | Libertas Safa Torino Laura Savarino Alessandra Zambruno Emanuela Viola Lucia Vigliano | 4'23"52 |         |       |        |       |